# دانیل براگا
دانیل براگا (به پرتغالی: Cílio André Souza) مهاجم اهل برزیل است که در شهر گویانیا و در تاریخ ۱۵ آوریل ۱۹۷۶ به دنیا آمده‌است.
دانیل براگا در تیم‌های فوتبال Goianiense سابقهٔ حضور دارد.